# Dirty Sally

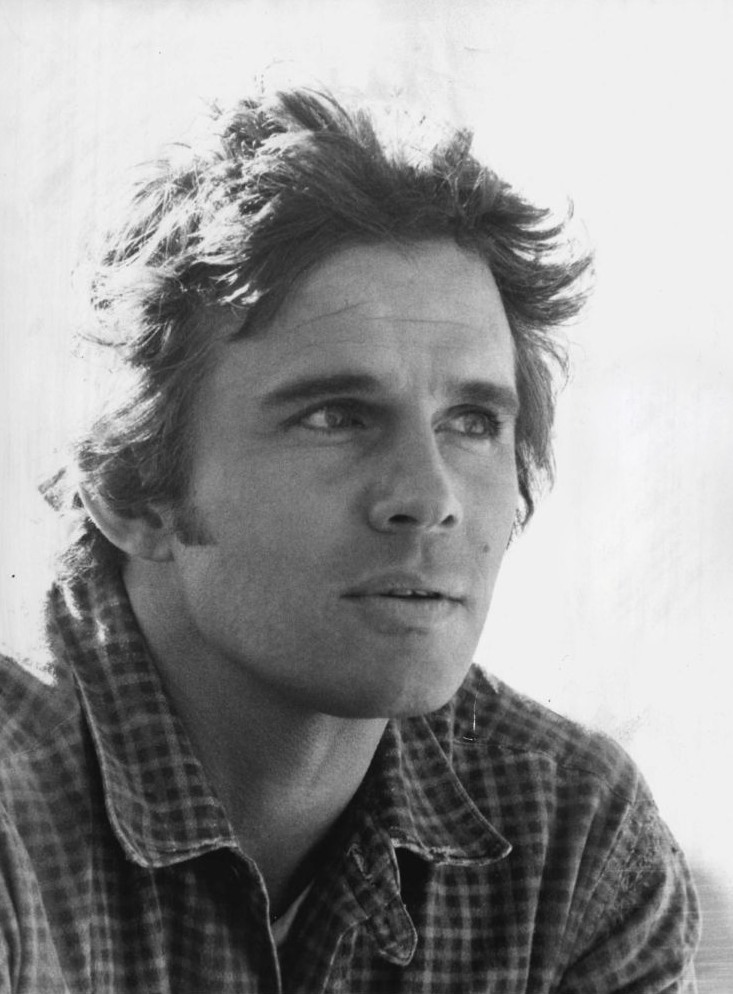
Dack Rambo nel ruolo di Cyrus Pike.

Dirty Sally è una serie televisiva statunitense in 14 episodi trasmessi per la prima volta nel corso di una sola stagione nel 1974.
È una serie del genere western dal tono leggero e tipico della commedia ambientata nel vecchio West.
La serie è originata da tre episodi della serie televisiva Gunsmoke, considerati tre episodi pilota tutti con protagonista Jeanette Nolan nel ruolo di Sally Fergus:
- Pike - Part 1, trasmesso il 1º marzo 1971
- Pike - Part 2, trasmesso l'8 marzo 1971
- One for the Road, trasmesso il 24 gennaio 1972

## Trama
Sally Fergus è un'irascibile, ruvida sessantaduenne masticatrice di tabacco e semialcolizzata che vaga per il vecchio West in qualità di cercatrice d'oro. Cyrus Pike è un giovane sbandato che decide di accompagnarla in giro per la California. Il loro viaggio verso ovest si rivela difficoltoso e pieno di disavventure a causa della frequente ingerenza di Sally nella vita delle persone che incontrano lungo il sentiero.

## Personaggi e interpreti
- Sally Fergus (14 episodi, 1974), interpretata da Jeanette Nolan.
- Cyrus Pike (14 episodi, 1974), interpretato da Dack Rambo.

## Produzione
La serie fu prodotta da Leonard Katzman per Twentieth Century-Fox Television tramite la John Mantley Production. Le musiche furono composte da Bruce Broughton e John Carl Parker. Tra i registi è accreditato Irving J. Moore.

## Distribuzione
La serie fu trasmessa negli Stati Uniti dall'11 gennaio 1974 al 19 aprile 1974 sulla rete televisiva CBS. È stata distribuita anche in Turchia con il titolo Pasakli Sally.

## Episodi
| Stagione       | Episodi | Prima TV USA |
| -------------- | ------- | ------------ |
| Prima stagione | 14      | 1974         |